# Palacio de Ebenthal

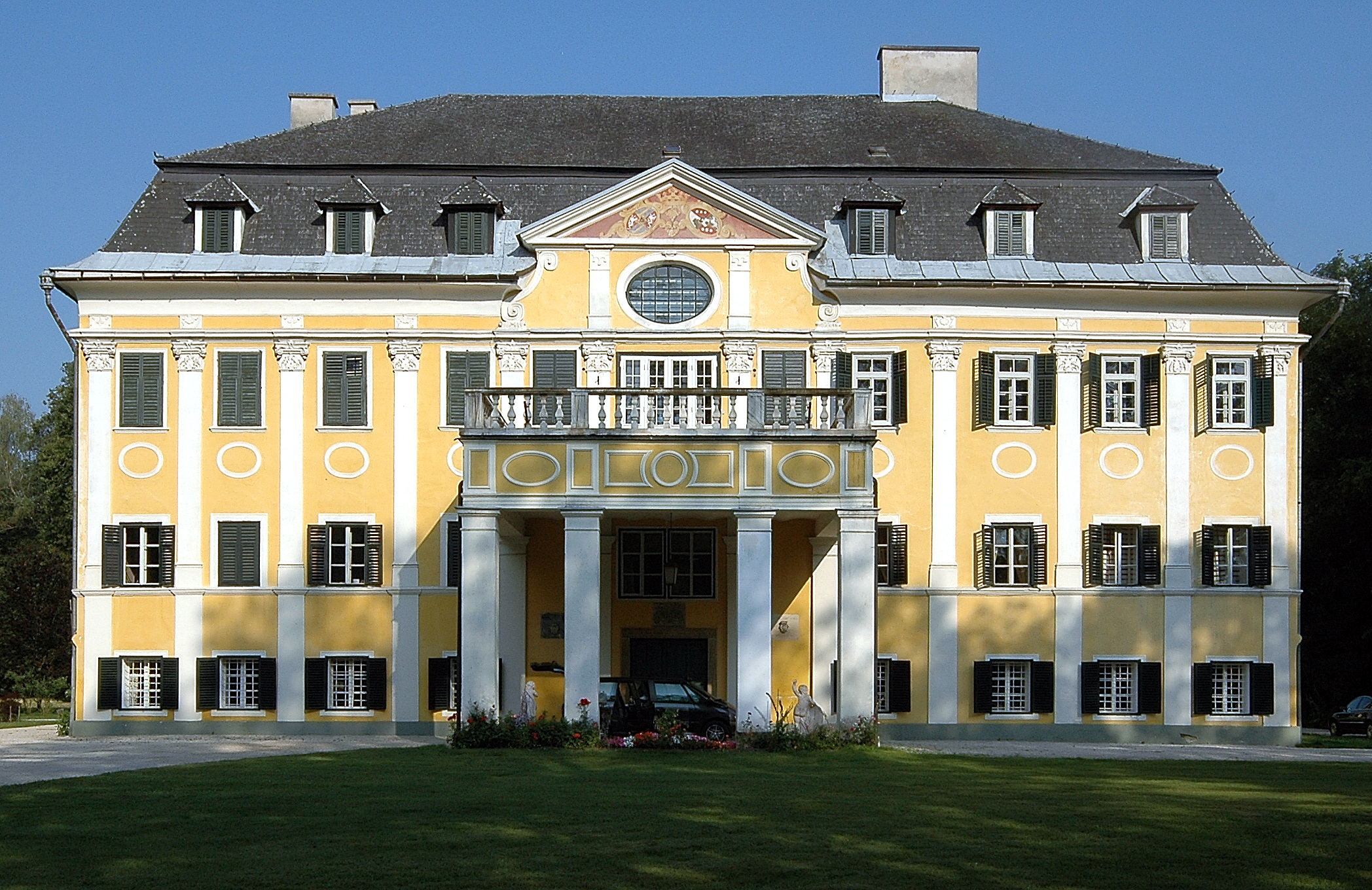
Palacio de Ebenthal.

El Palacio de Ebenthal está situado en la ciudad de Ebenthal en Carintia, Austria.
Fue construido durante el siglo XV por Christoph von Neuhaus y reformado en varias ocasiones. Un paseo con frontones y un reloj se añadieron en el siglo XVIII. El 14 de septiembre de 1567, el palacio fue nombrado Ebenthal por su nuevo propietario, Carlos II. En 1704 fue adquirido por el conde de Goëss, cuya familia hasta la actualidad es la dueña del mismo.
En el primer piso y en el ala este del castillo, los techos se deben a Kilian Pittner en 1720, y a Marx J. Pittner en el ala oeste, alrededor de 1760.
Perteneció a la Casa de Sajonia-Coburgo-Gotha. En el palacio nació el 15 de septiembre de 1870 el príncipe Luis Gastón de Sajonia-Coburgo y Braganza, hijo menor de la princesa Leopoldina de Braganza y su marido, Luis Augusto de Sajonia-Coburgo-Gotha. Y allí murió su abuelo, el príncipe Augusto de Sajonia-Coburgo-Gotha, el 26 de julio de 1881.
El palacio alberga una escuela de agricultura para la economía del hogar desde 1953. En 1988 también se convirtió en un museo.
- Datos: Q700482
- Multimedia: Schloss Rosenegg, Ebenthal / Q700482